# Snetterton Motor Racing Circuit
Snetterton Motor Racing Circuit is een auto- en motorracecircuit in Norfolk, Engeland. Het circuit dankt zijn naam aan het nabijgelegen dorp Snetterton. Er zijn plannen het circuit te verlengen naar ruim 5,31 km, langer dan de huidige lengte van 3.123 km en zelfs langer dan de originele lengte van 4.361 km. Het circuit is eigendom van MotorSport Vision.
Snetterton was vroeger een RAF-vliegveld (RAF Snetterton Heath). Het vliegveld werd geopend in mei 1943 en gesloten in november 1948. Het grootste deel van het circuit is recht; dat komt doordat het deels is gebouwd op de start- en landingsbanen van het vliegveld en deels op de voormalige taxibanen rondom het vliegveld.
De belangrijkste evenementen voor het circuit zijn: British Touring Car Championship, British F3 en de British Superbikes. Het baanrecord is een 54.687, gezet door de Nederlander Klaas Zwart met zijn Ascari-Judd uit de EuroBOSS Series.